# Delomerista mandibularis
Delomerista mandibularis är en stekelart som först beskrevs av Johann Ludwig Christian Gravenhorst 1829.  Delomerista mandibularis ingår i släktet Delomerista och familjen brokparasitsteklar. Arten är reproducerande i Sverige. Inga underarter finns listade i Catalogue of Life.